# Biên niên sử bằng tranh (Hungary)

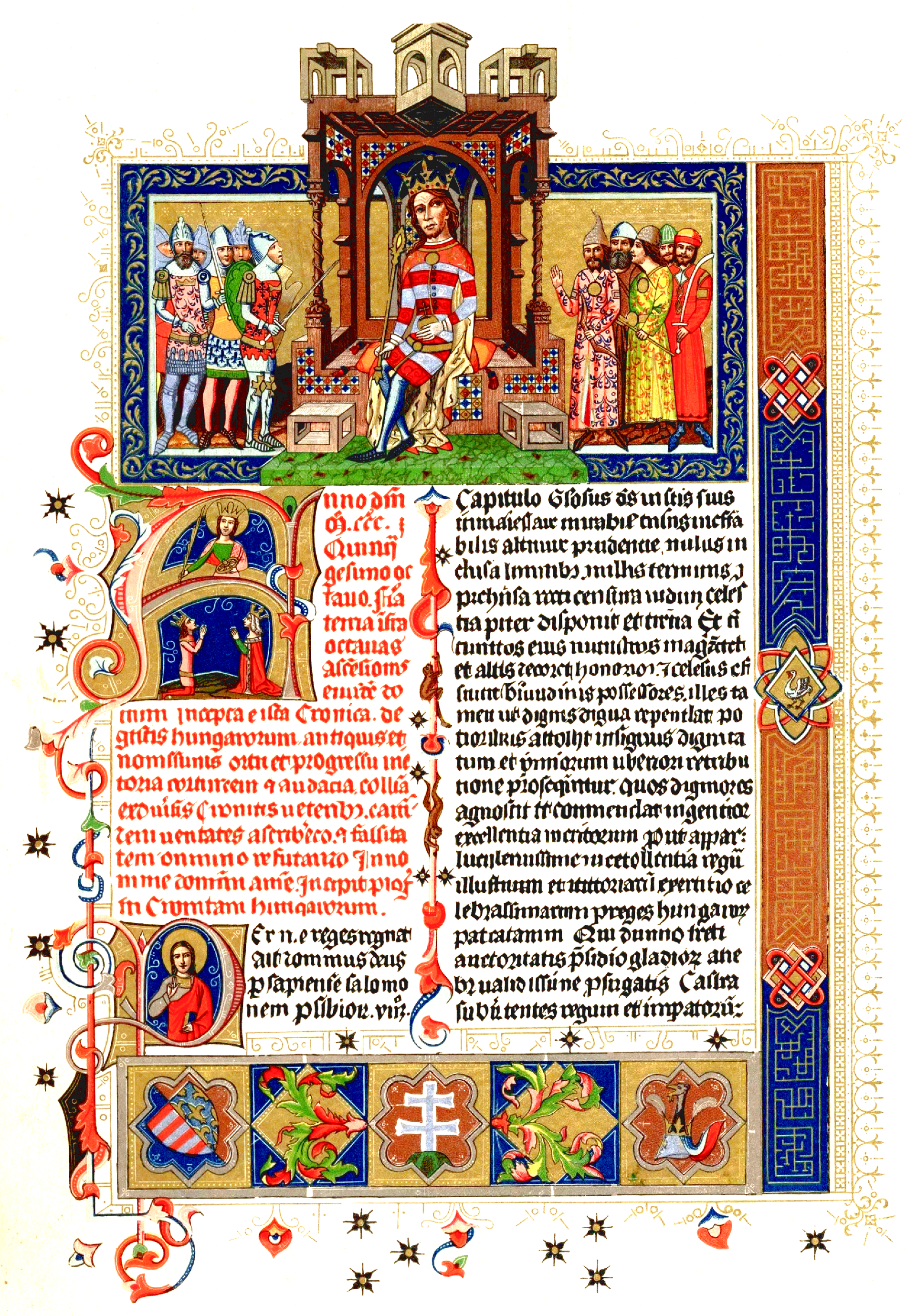
Trang đầu tiên của cuốn biên niên sử (màu tranh đã được tô đậm)

Chronicon Pictum (n.đ. 'biên niên sử được minh họa bằng tranh', tiếng Hungary: Képes Krónika, tiếng Slovak: Obrázková kronika) là một cuốn biên niên sử bằng tranh từ thời Trung Cổ của Vương quốc Hungary vào khoảng nửa cuối thế kỷ 14. Cuốn biên niên sử miêu tả cuộc sống chốn cung đình Hungary, trong thời kỳ vua Lajos I của Hungary còn tại vị, với một phong cách nghệ thuật mang tầm cỡ thế giới.
Tên đầy đủ của biên niên sử là: Chronicon pictum, Marci de Kalt, Chronica de gestis Hungarorum (n.đ. 'biên niên sử bằng tranh, của tác giả Mark de Kalt, về việc làm của người Hung').

## Theo dòng lịch sử
Cuốn biên niên sử được viết bởi Kálti Márk (tên Latinh là Marci de Kalt) sau năm 1358, với những hình minh họa cuối cùng được hoàn thiện từ năm 1370 đến năm 1373. Biên niên sử được vua Lajos I của Hungary gửi cho vua Charles V của Pháp khi công chúa Katalin, con vua Hungary, cưới con trai của vua Pháp là hoàng tử Louis, Công tước xứ Orléans.
Năm 1456, biên niên sử được trao cho Đorđe Branković và được sao chép lại, nhưng sau đó bị thất lạc, nhiều khả năng là nằm trong tay người Thổ Nhĩ Kỳ khi Hungary bị chiếm đóng.
Cuốn biên niên sử xuất hiện trở lại vào nửa đầu thế kỷ 17 trong kho lưu trữ của hoàng gia Áo mà không rõ bằng cách nào. Đây cũng là lý do tại sao người ta lại gọi nó là biên niên sử bằng tranh Vienna. Bản chép tay của cuốn biên niên sử giờ đây đang được lưu giữ tại thư viện Quốc gia Széchenyi tại Budapest.

## Lịch sử qua tranh vẽ
147 hình vẽ trong cuốn biên niên sử là nguồn tài liệu quý giá về lịch sử văn hóa, trang phục cung đình và đời sống vương triều Hungary vào thế kỷ 14. Nhiều bức tiểu họa trong biên niên sử còn được vẽ bằng vàng. Giá trị nghệ thuật của những bức tiểu họa này được đánh giá khá cao nếu đem so với những bức tiểu họa khác đến từ Tây Âu cùng thời. Những nhân vật trong tranh được vẽ tỉ mỉ đến từng chi tiết và bộ phận trên cơ thể. Ví dụ như, đến cả nhãn cầu của người trong tranh cũng được tô vẽ, điều này được xác định khi dùng kính hiển vi để soi lên các bức tiểu họa.
Tất cả những bức tiểu họa vẽ Attila đều bị gián đoạn, thậm chí còn bị chà xóa đi (đặc biệt là bức vẽ cảnh Attila băng hà). Điều này không thể là do yếu tố thời gian tác động, bởi lẽ các bức tiểu họa khác đều được bảo tồn rất tốt. Ngoài ra, các bức tiểu họa trong cuốn biên niên sử còn mang hàm ý thông qua các biểu tượng. Cụ thể, hình ảnh lần đầu người Hung tìm đường lập quốc xuất hiện với một con lạc đà, trong khi lần thứ hai thì xuất hiện cùng con bạch mã. Điều này mang hàm ý rằng, lần đầu tiến vào bồn địa Karpat của người Hung không thành công. Nói cách khác, về phương diện văn hóa, đây là một lần lầm lỡ bởi con lạc đà được xem như một “phiên bản lỗi” của con ngựa, trong khi con ngựa trắng (bạch mã) mới là biểu tượng của sự toàn bích. Các văn tự bằng tiếng Latinh của cuốn biên niên sử đều không bị lỗi và đến giờ chất lượng vẫn còn tốt.

## Bộ sưu tập

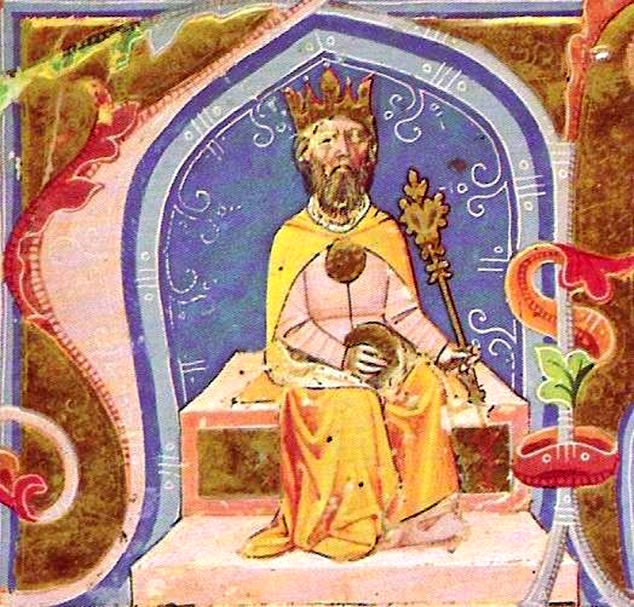
Attila, vị vua đầu tiên của người Hung
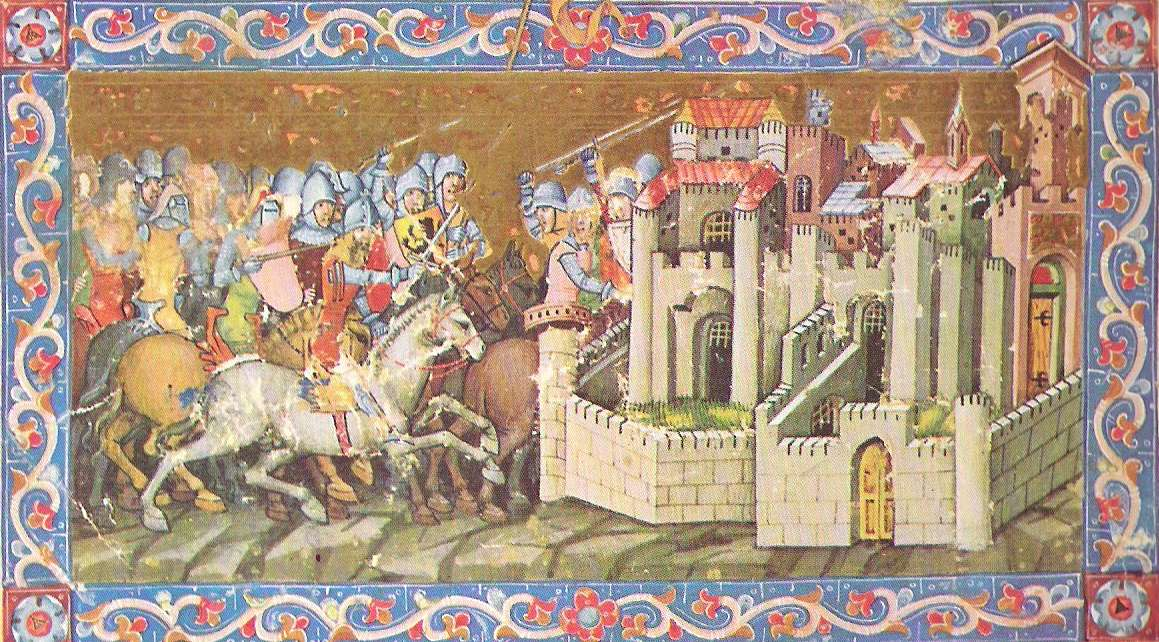
Người Hung bao vây thành Aquileia
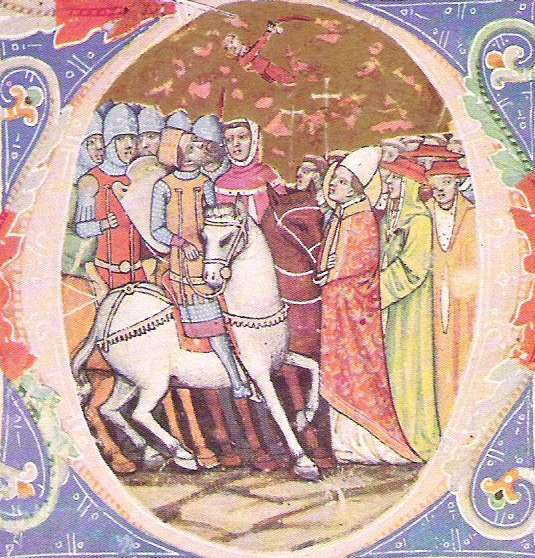
Cuộc gặp gỡ giữa Attila và Giáo tông Leo I
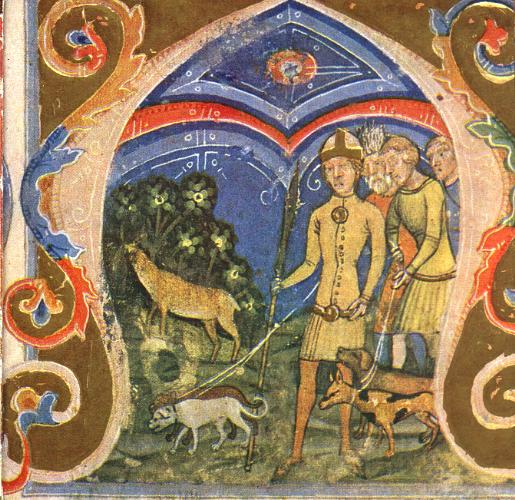
Đi săn hươu thần
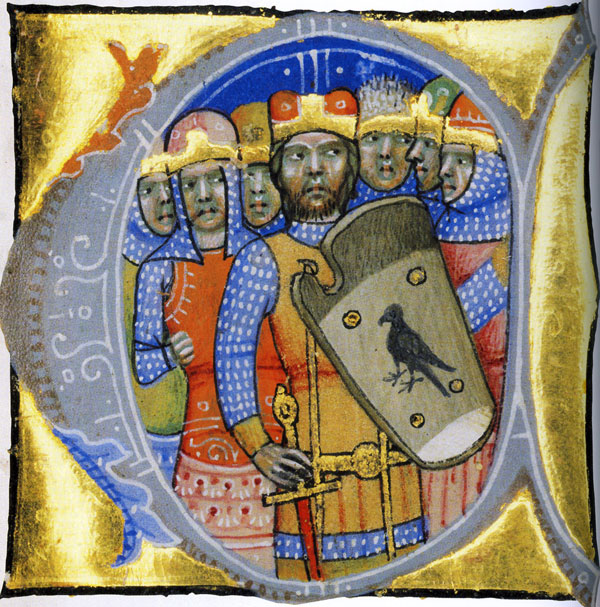
7 vị thủ lĩnh
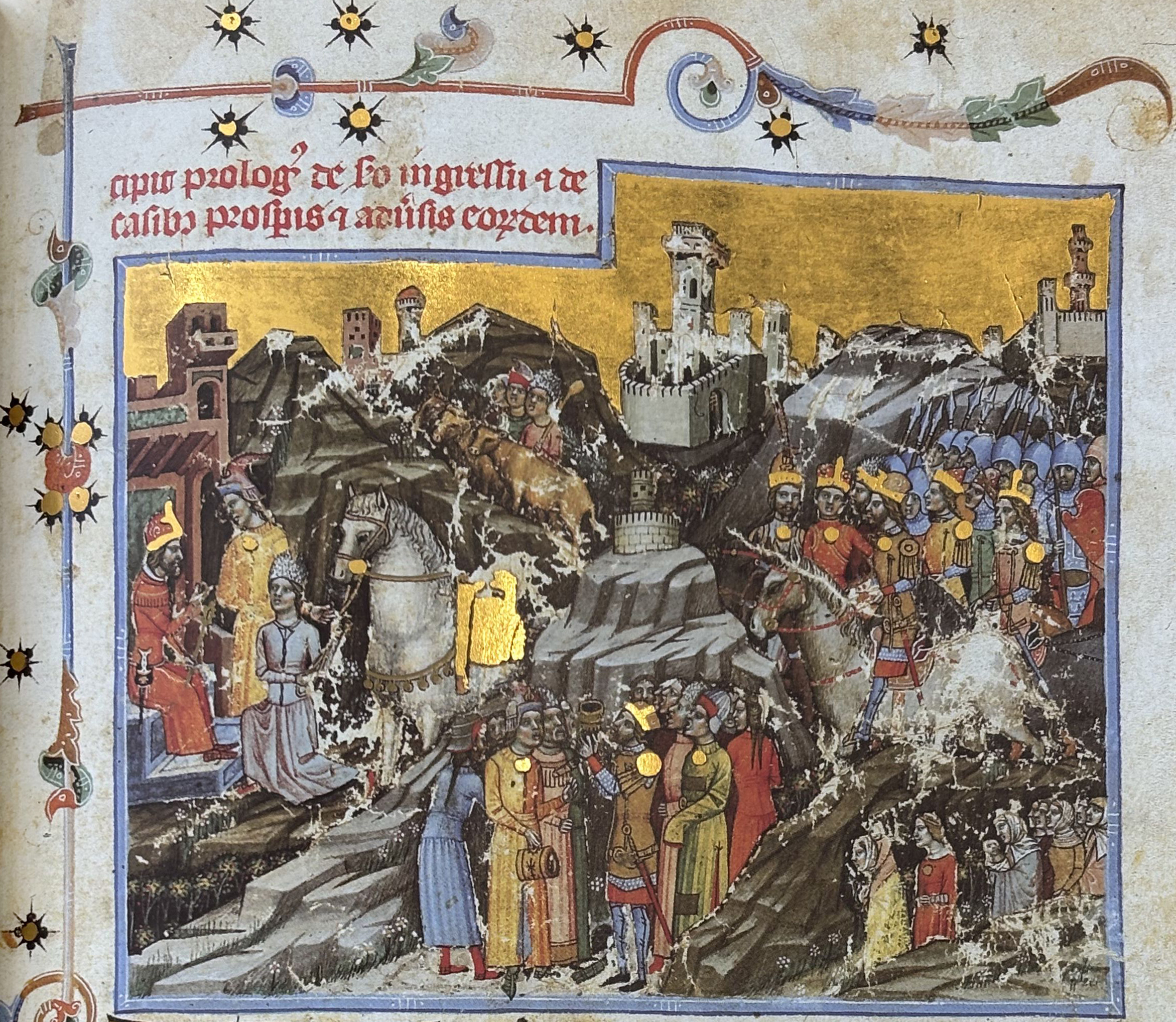
Người Hung chinh phục bồn địa Karpat
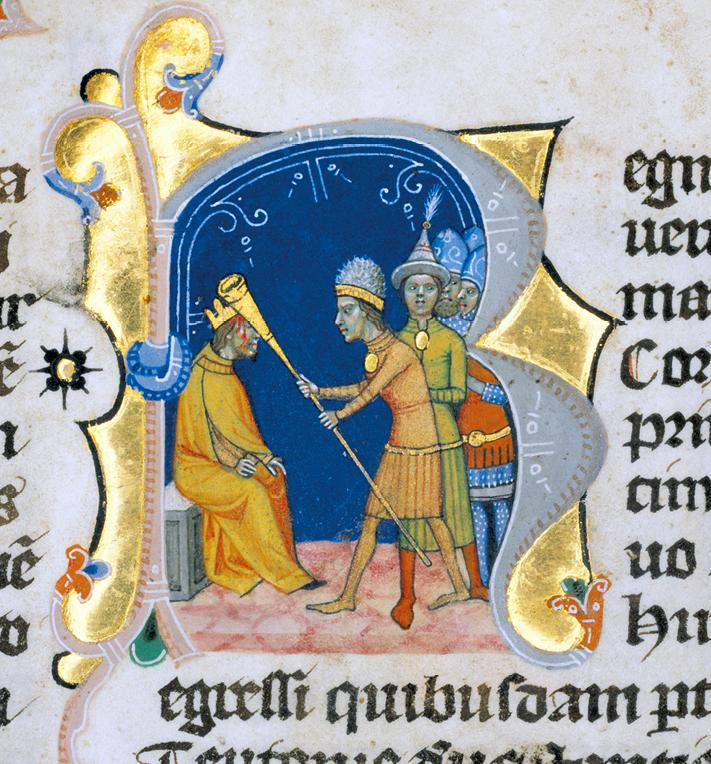
Lehel cùng chiếc tù và
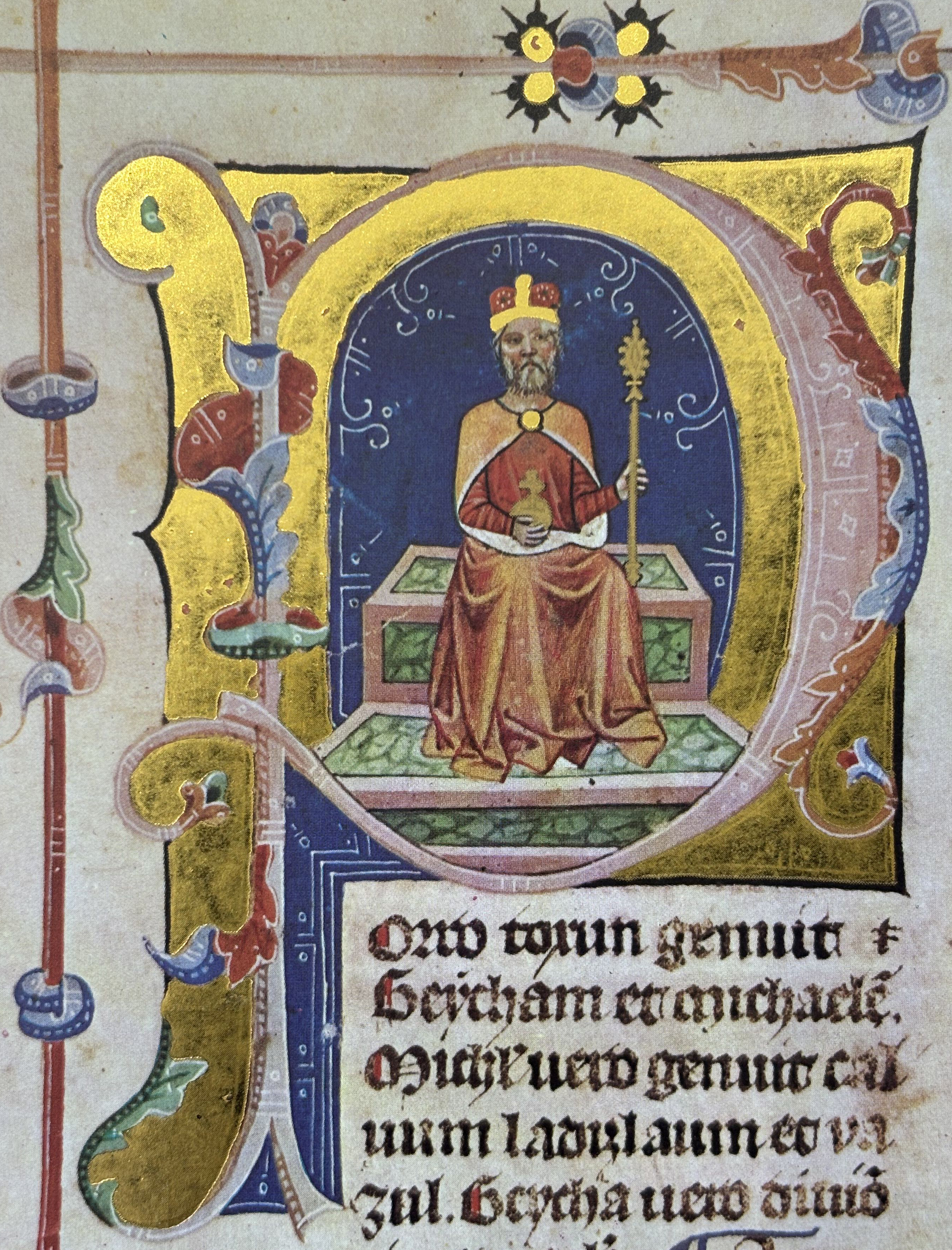
Đại vương công Géza của người Magyar
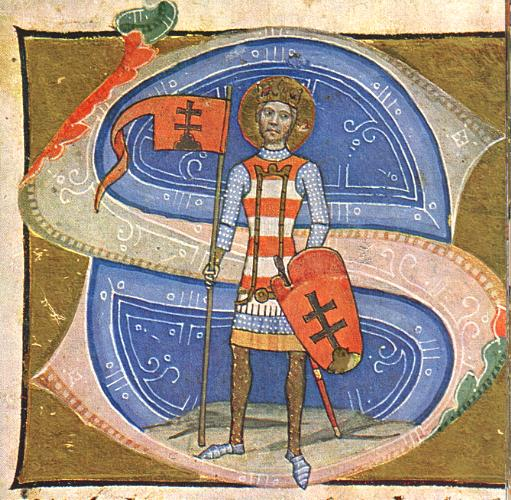
Vua István I của Hungary
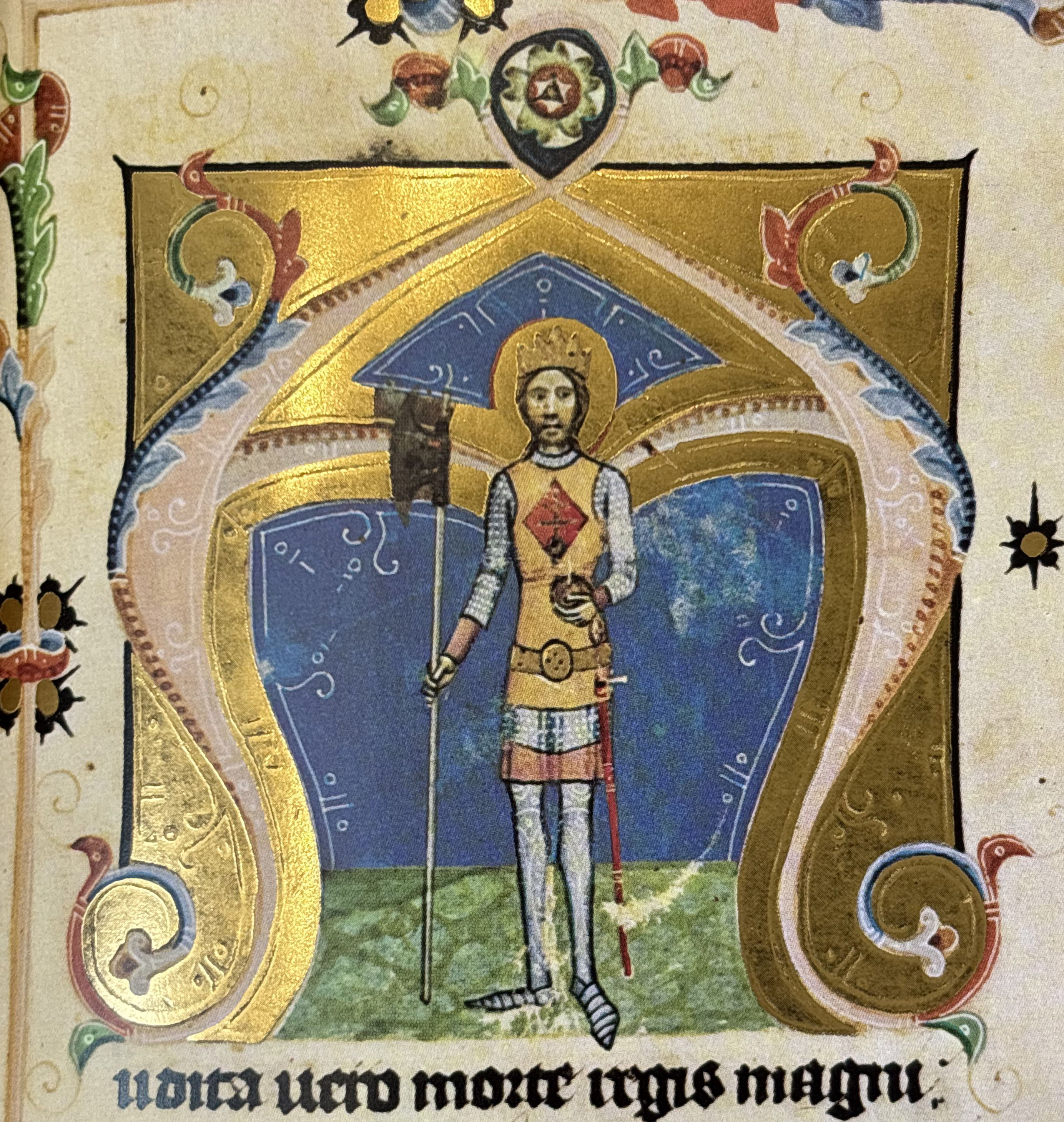
Vua László I của Hungary
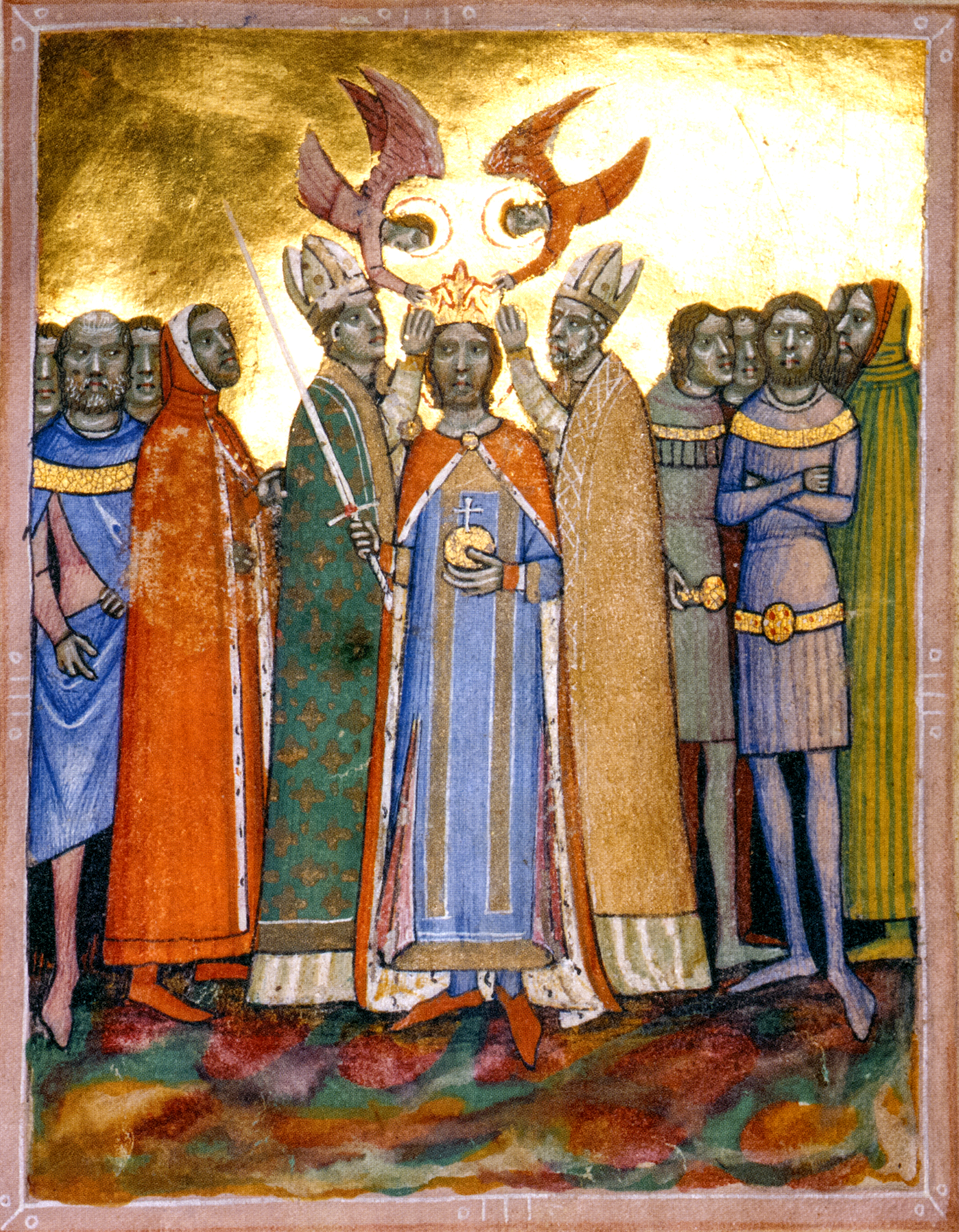
Vua László I của Hungary đăng quang
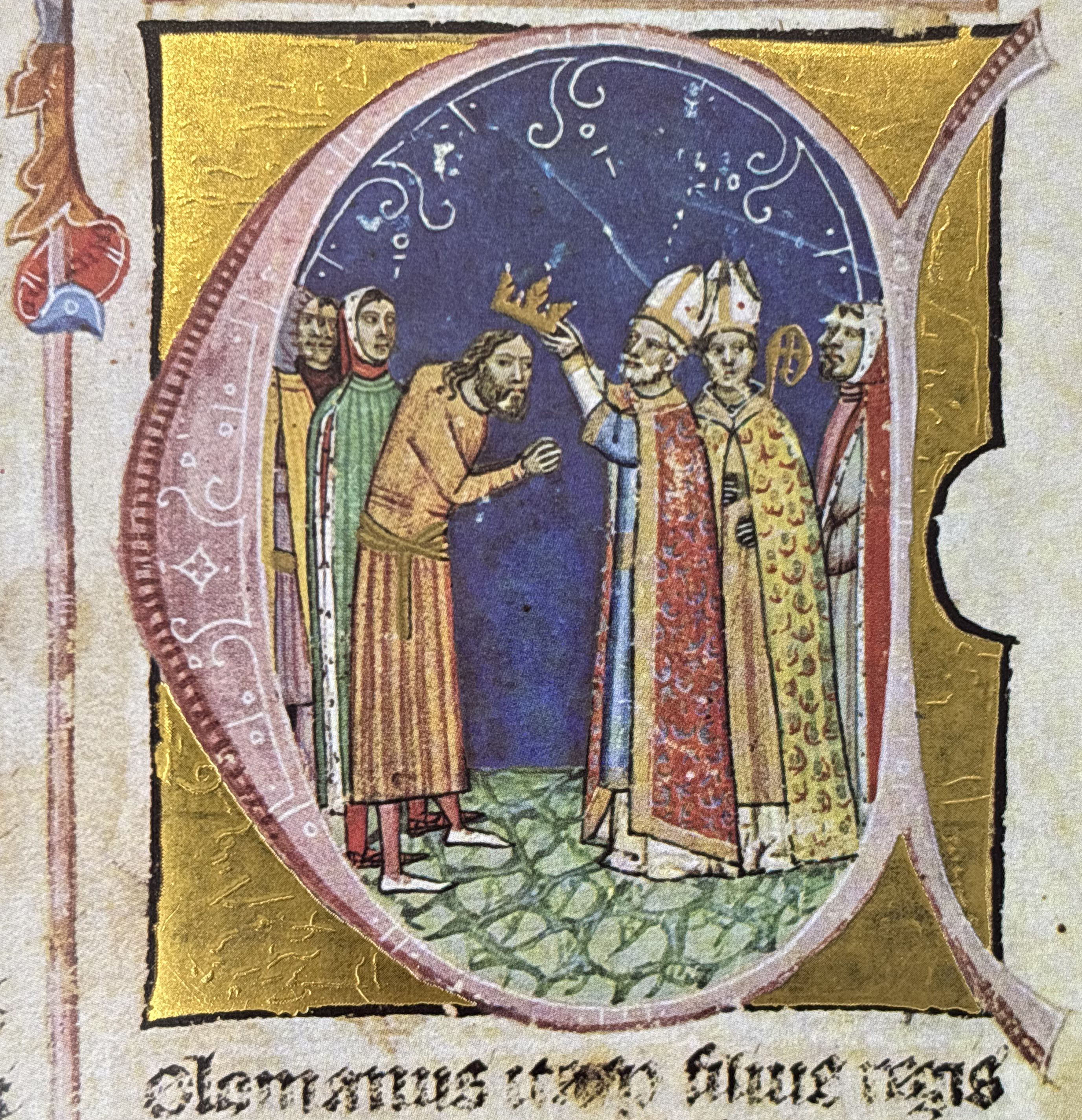
Vua Kálmán của Hungary
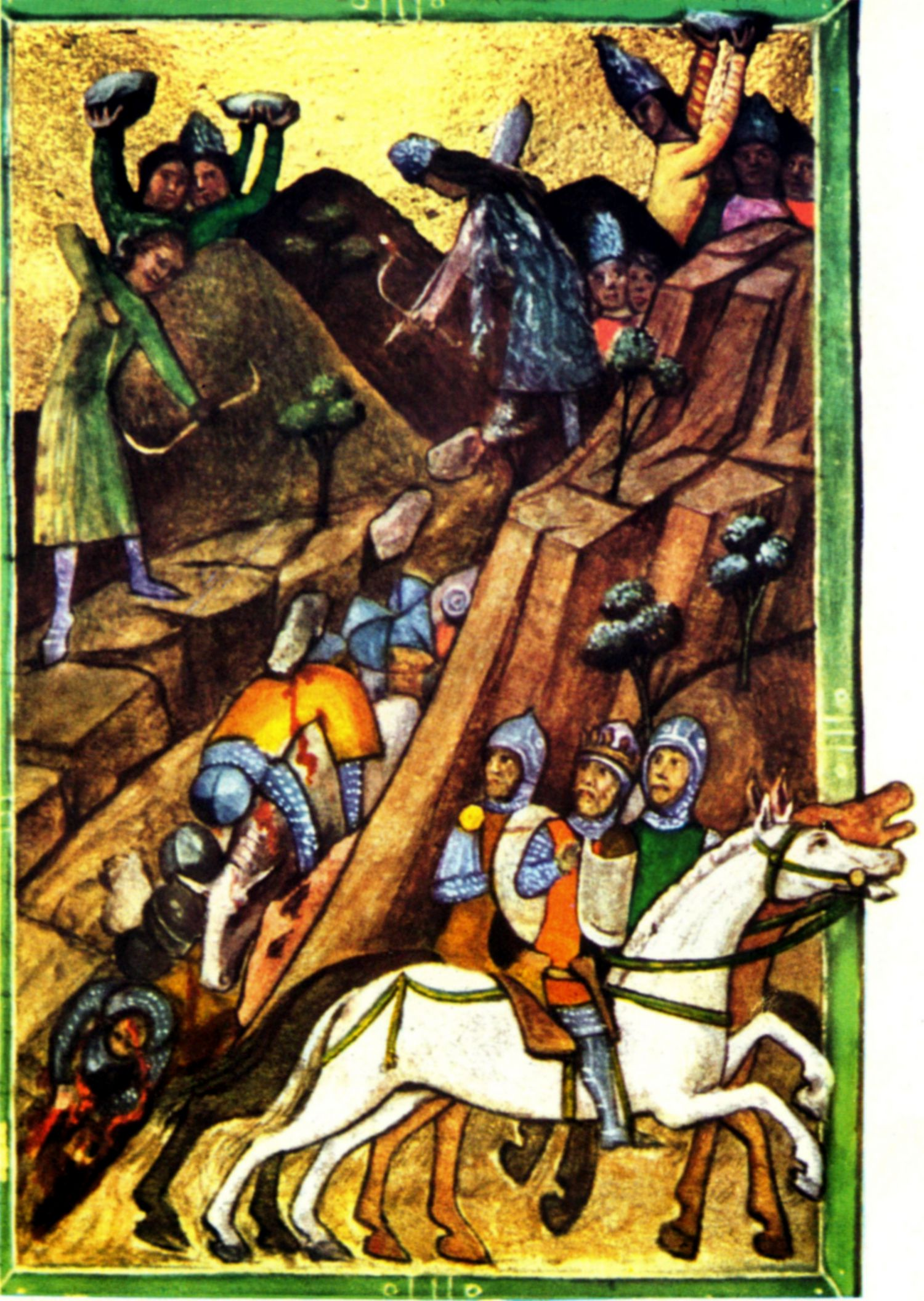
Trận chiến Posada
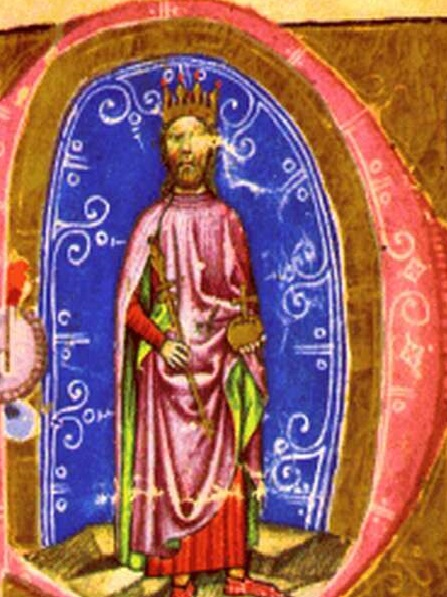
Vua Béla IV của Hungary